# Mosfellsbær
Mosfellsbær je sedmé největší město na Islandu. Náleží do aglomerace Reykjavíku. V roce 2007 zde žilo 8 147 obyvatel. Město ze severu přímo sousedí s hlavním městem Reykjavík.

## Partnerská města
- Loimaa, Finsko
- Skien, Norsko
- Thisted, Dánsko
- Uddevalla, Švédsko